# دانتي انجلو ماسوكو
دانتي انجلو ماسوكو (بالإيطالية: Dante Angelo Masocco)‏ لاعب كرة سلة إيطالي ولد في مارس من العام 1936 في صقلية  وهو خال حارس مرمى إيطاليا جانلويجي بوفون